# Zgornja Jevnica
Zgornja Jevnica je naselje v Občini Litija. Ustanovljeno je bilo leta 1989 iz dela ozemlja naselja Jevnica. Leta 2015 je imelo 59 prebivalcev. Obsega več zaselkov, poleg razloženih domačij predvsem Dolga noga in Mala dolga noga.